# Імрі Ганьєл
Імрі Ганьєл (8 січня 1992) — ізраїльський плавець.
Учасник Олімпійських Ігор 2012 року.